# آدلبرت فن شامیسو
آدلبرت فون شامیسو (به آلمانی: Adelbert von Chamisso) (زاده ۳۰ ژانویه ۱۷۸۱ - درگذشته ۲۱ اوت ۱۸۳۸) شاعر، نویسنده و گیاه‌شناس آلمانی بود.

## تحقیقات گیاهشناسی
از شامیسو به خاطر کارهای وی، به عنوان یک گیاه‌شناس یاد می‌شود؛ مهم‌ترین اثر وی که با همکاری «دیدریچ فرانتس لئونارد فن اشلچتندال» در سال‌های ۱۸۳۰-۱۸۳۱ انجام شد، به شرح بسیاری از مهم‌ترین درختان مکزیک می‌پردازد.

## آثار
- داستان معجزه آسای پیتر اشلمیل (Peter Schlemihls wundersame Geschichte)، این کتاب با عنوان مردی که سایه اش را فروخت توسط عبدالله توکل و همچنین با عنوان داستان عجیب اشل میل توسط کمال بهروزکیا به فارسی ترجمه شده‌است.

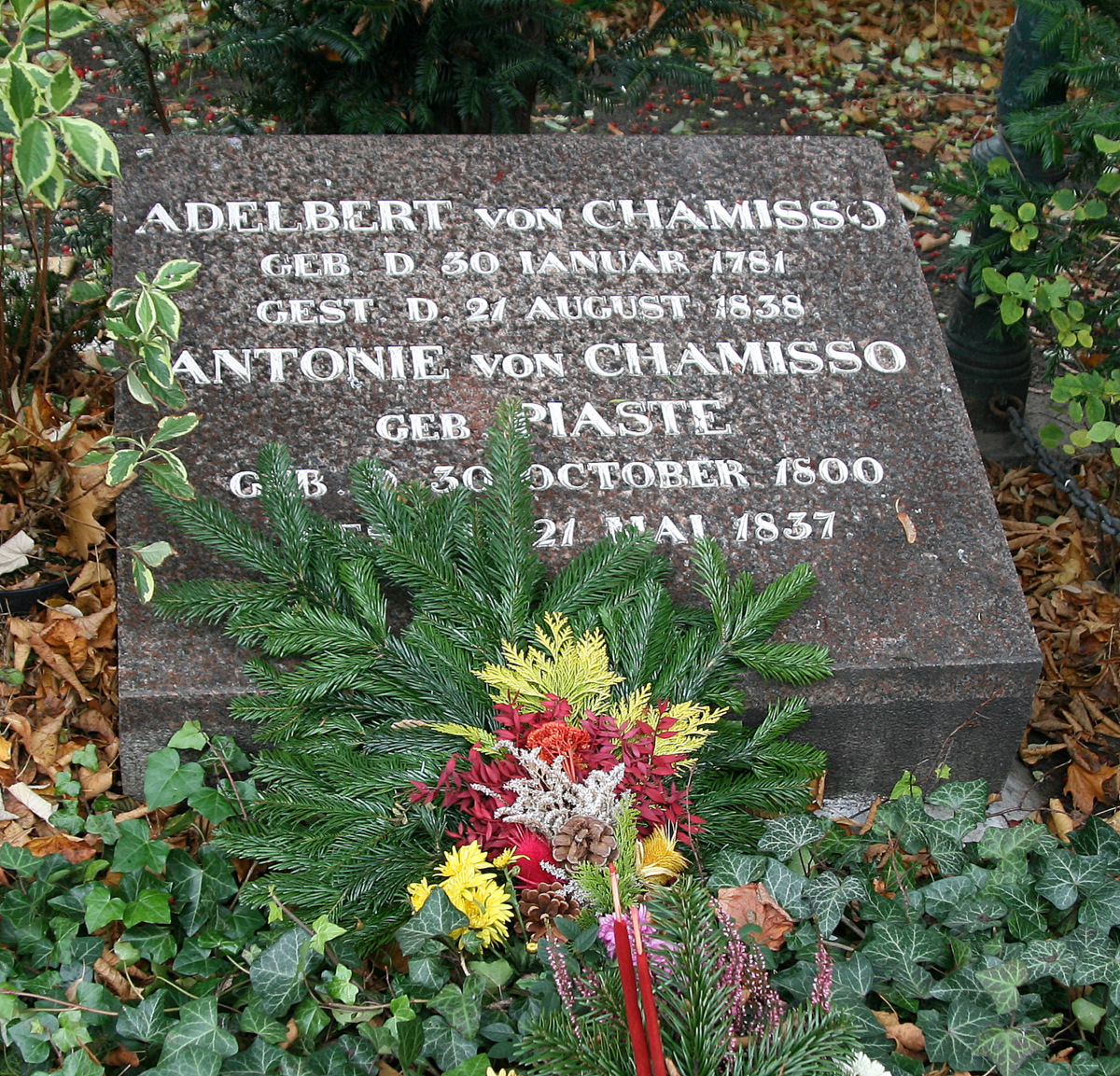

## پی نوشت‌ها
1. ↑  http://www.noormags.ir/view/fa/articlepage/130283%5Bپیوند+مرده%5D